# Mirita
Osmair Cintra de Paula Filho, conhecido como Mirita (Ribeirão Preto, 11 de setembro de 1985), é um ex-futebolista brasileiro que atuava como zagueiro. Atualmente, está aposentado.
Mirita recebeu este apelido de seu pai quando criança, sem motivo relevante.

## Títulos

### Rio Verde
- Campeonato Goiano da Segunda Divisão - 2011

### Botafogo-SP
- Campeonato Brasileiro de Futebol - Série D - 2015[3]